# 阿梅季奇河
阿梅季奇河是俄羅斯的河流，位於薩哈共和國，屬於亞納河的左支流，河道全長313公里，流域面積約6,020平方公里，發源自外興安嶺北麓，流經阿爾丹山原。